# Ectopia cordis
Ectopia cordis ou ectopia cardíaca é uma malformação congénita rara caracterizada pela localização do coração fora da cavidade torácica do recém-nascido. O coração pode estar localizado na superfície externa anterior (na frente) da cavidade torácica ou deslocado para a cervical ou para o abdómen. Foi descrita pela primeira vez por Haller em 1706, embora existam registros nos escritos cuneiformes do Império babilônico.

## Causa
A malformação pode ocorrer nos dias 14, 15 ou 22 da gravidez, e pode ser induzida por anomalias genéticas ou por teratogênicos. Frequentemente está associada com outras anomalias genéticas, especialmente cardiotorácicas.

## Diagnóstico
Pode ser detectada ainda no primeiro trimestre por uma ecografia ou por exame da alfafetoproteína sérica no soro materno e confirmado por ecocardiografia fetal. Geralmente só é descoberto no segundo ou terceiro trimestre, conforme se torna mais fácil de detectar.

## Epidemiologia
É uma malformação rara associada com situs ambiguus e defeitos do esterno, com uma prevalência entre 5 e 8 por cada 1 milhão de nascidos. Apenas 30% sobrevivem mais de 5 anos. A chance de sobrevivência depende da posição do coração, da ausência de infecção ou de outras malformações.

## Tratamento
Ampla cirurgia para reposicionar todos os órgãos e ossos afetados. Quando o deslocamento é muito severo e associado a outras anomalias, é sempre fatal.